# مبدال

مخطط تمثيلي للمستويات الفعلية والطبيعية للحث في الدنام.

المِبْدَال أو المُبَدِّل أو عاكس التيار (بالإنجليزية: Commutator)‏ هو مفتاح كهربائي دوّار، يُستخدم في أصناف مُعيّنة من المحرك الكهربائي والمولد الكهربائي، يقوم بعكس اتجاه التيار الكهربائي بين العضو الدوار والدائرة الكهربائية الخارجية.
في المحرك، يقوم المبادل بتوجيه القدرة الكهربائية إلى النقطة المناسبة على العضو الدوار. وفي الموَلِّد، تنتزع القدرة من النقطة المناسبة بطريقة شبيهة. ومن بين المقاليد، فإنّ مدى صلاحية المُبادل طويل جدًّا، إذا ما أُخِذَ في الاعتبار عدد مرات التوصيل والكسر الذي يتعرض له هذا المقلاد خلال عمله الطبيعي.

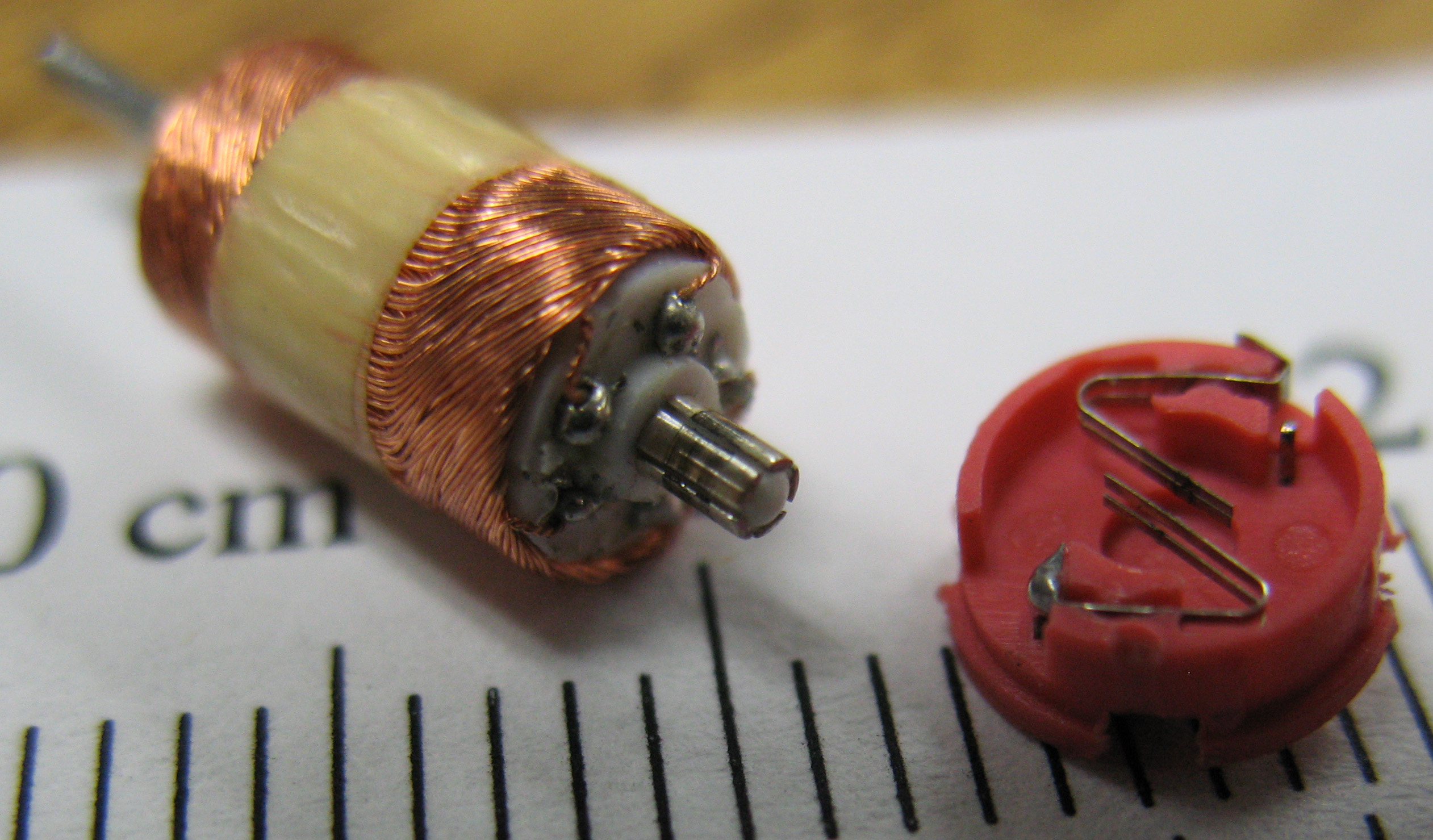
مبادل دقيق الحجم ذو خمسة أقسام وقطره نحو 2 ميليمتر، يظهر على محرك كهربائي يعمل ب، مُستخدم في سيارة تحكم راديو لُعبة.

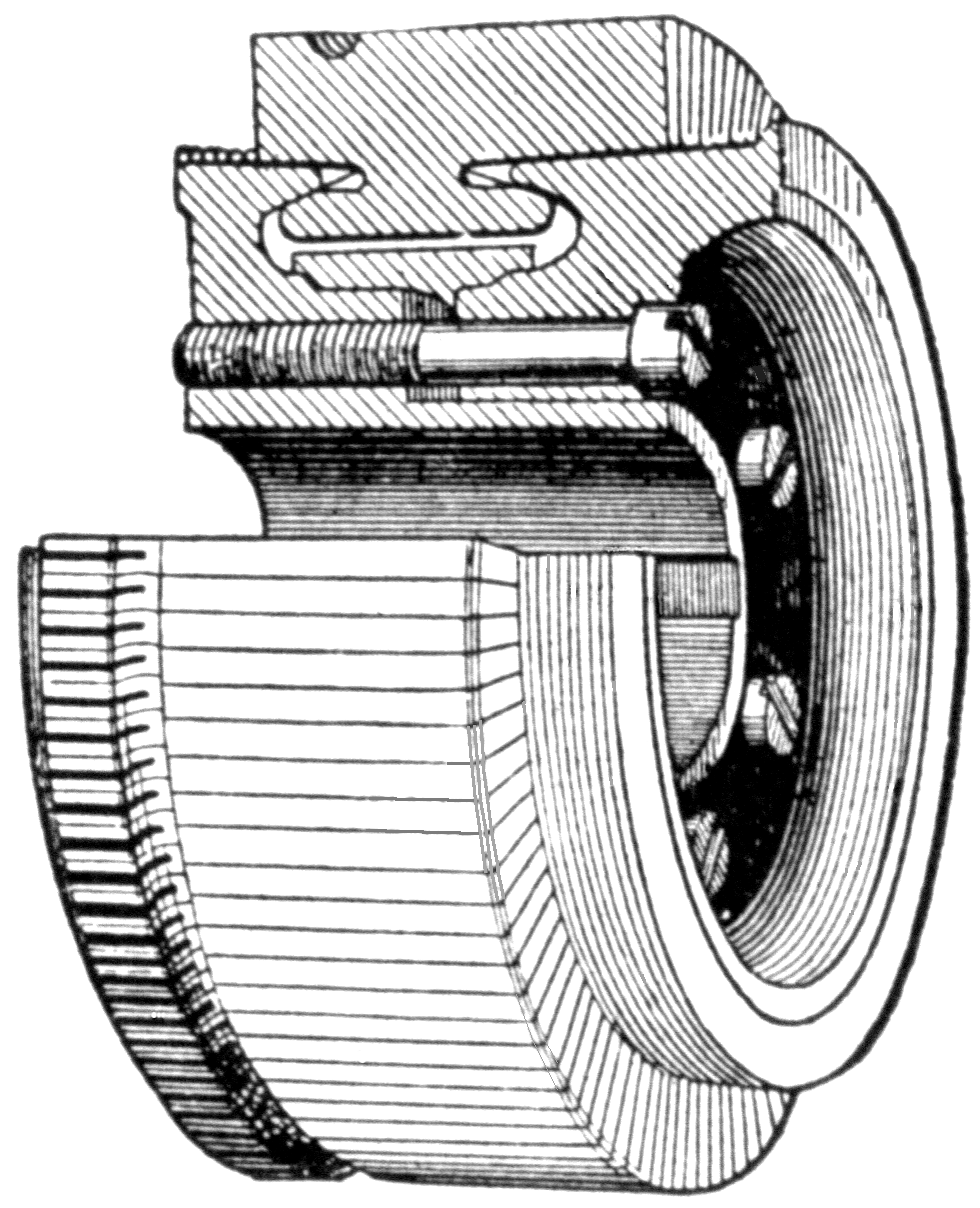
مقطع في مبادل كهربائي مفكك تحت التصليح.

## مبدأ العمل
يتكون المبادل الكهربائي من مجموعة من قضبان التلامس المثبتة على عمود الدوران لآلة ، ومتصلة بلفات حديد التسليح. أثناء تدوير العمود، يقوم المبادل بتحويل تدفق التيار في لف. لفيفة حديدية واحدة، عندما يكون العمود قد حقق نصف دورة كاملة، يتم لف الملف الآن بحيث يتدفق التيار عبره في الاتجاه المعاكس .
- في المحرِّك: يتسبب تيار حديد التسليح في نشوء مجال المغناطيسي ثابت بممارسة قوة دورانية ، أو عزم دوران على اللف؛ لجعله يتحول.
- أمَّا في المولد :- يحافظ عزم الدوران الميكانيكي المطبق على العمود على حركة دوران المحرك المتعرج عبر المجال المغناطيسي الثابت، مما يؤدي إلى حدوث تيار في اللف. في كل من علبة المحرك والمولد ، يقوم العاكس بتغيير اتجاه التدفق الحالي بشكل دوري خلال اللف بحيث يستمر التدفق الحالي في الدائرة الخارجية للماكينة في اتجاه واحد فقط.